# Anoplistes chodjaii
Anoplistes chodjaii är en skalbaggsart som först beskrevs av Holzschuh 1974.  Anoplistes chodjaii ingår i släktet Anoplistes och familjen långhorningar.
Artens utbredningsområde är Iran. Inga underarter finns listade i Catalogue of Life.